# Aunis

Provinsen Aunis geografiska läge i Frankrike.

Aunis är en av Frankrikes trettiotre historiska provinser. 

Provinsen Aunis vapen.

Provinsen ligger i västra Frankrike och motsvarar norra delen av departementet Charente-Maritime. Huvudorten är La Rochelle. 